# To Hell with the Devil
To Hell with the Devil (en español: Al infierno con el diablo) es el segundo álbum de larga duración y el tercer lanzamiento de la banda de metal cristiano y glam metal Stryper. Fue lanzado el 24 de octubre de 1986,  como sucesor de su exitoso Soldiers Under Command. 

## Historia
Este disco es el punto máximo en la popularidad del grupo. Con él, Stryper ganó su única nominación a los Premios Grammy.
Fue el primero en su género en estar en los listados de Música Contemporánea Cristiana  y Metal Cristiano en lograr el estatus de Disco de Platino, al vender más de un millón de copias en los EE. UU.. Este mérito lo convirtió en el álbum de metal cristiano mejor vendido de todos los tiempos. 
To Hell with the Devil fue ubicado en el puesto # 88 em en el libro de 2001, CCM Presents: The 100 Greatest Albums in Christian Music. Curiosamente, fue el único álbum de heavy metal en la lista. 
Ian Christe,  autor del libro de historia del heavy metal Sound of the Beast: The Complete Headbanging History of Heavy Metal (2003), menciona al disco como uno de los puntos de referencia del movimiento del glam metal.
Los vídeos musicales que acompañaron al disco fueron realizados con un bajo presupuesto; a pesar de ello, llegaron a ser muy populares. A través de 1987, los audiovisuales para "Free" y "Honestly" alcanzaron el  #1 en Dial MTV,  la mayor lista de  MTV  sobre los vídeos más solicitados por el público.  Mientras tanto, el vídeo para "Calling on You" tuvo un suceso algo menor y alcanzó el  #5 en el  show. "Free" y "Calling on You" incluso fueron filmados con la misma escenografía.
Cuando la banda comenzó a grabar el álbum, el bajista Tim Gaines abandonó el grupo por primera vez y fue reemplazado temporalmente por Matt Hurich.  Como no tuvo resultado su contratación, asumió su lugar el bajista Brad Cobb para grabar el álbum. Sin embargo, en una jugada estratégica, Gaines retornó para la sesión de fotos previo al lanzamiento del álbum y para participar en la respectiva gira de conciertos, antes de que ésta comenzara. 
En 2010,  HM Magazine  ubicó a To Hell with the Devil en el #3 en su "Top 100"  del listado los Mejores Álbumes de Rock Cristiano  de Todos los Tiempos, etiquetándolo con la frase: “cuando el álbum irrumpió, fue multi-platino, amplió para siempre el límite de lo que la música pesada cristiana podría hacer”. La publicación Heaven's Metal lo ubicó en el #6 en su lista Top 100 entre los Mejores Älbumes de Metal Cristiano de Todos los Tiempos.

## Portada polémica
La cubierta original de To Hell with the Devil (creación de Robert Sweet) causó un torrente de rechazo y controversia, así que pronto se cambió por la más conocida y menos polémica con un sencillo diseño totalmente en negro. 
El arte original es un dibujo que representa a la banda como cuatro ángeles musculosos con el cabello largo que empujan a un  diablo (con una guitarra eléctrica en sus manos), hacia un pozo de fuego. La portada fue cambiada luego de las posteriores presiones de los fanes hacia la disquera porque la consideraron de mal gusto, por lo que se vio obligada a cambiarla a la básica en negro con el logo de Stryper y el título del álbum en el centro.

## Sencillos
De To Hell with the Devil se extrajeron tres sencillos.  El primero fue “Free”, como un sencillo de doble cara A, junto a "Calling on You", el 10 de febrero de 1987, casi cuatro meses después de que se pusiera a la venta el álbum. Junto a estos dos temas, se incluyó "The Rock that Makes Me Roll". 
A pesar de que ambos no tuvieron suceso mayor en Billboard Hot 100. Sus vídeos musicales tuvieron un éxito notable y le dieron a la banda un sitial de privilegio. “Free” fue el vídeo más solicitado del día en MTV por alrededor de 60 días, desde el 4 de mayo al 24 de julio de 1987.
Mención aparte es”'Honestly” lanzada el 10 de agosto de 1987. Como cara B se incluyó “Sing-Along Song” y una versión en concierto de “Loving You”, grabada en 1985 en Japón. El tema se convirtió en la canción más popular y más conocida del grupo a la fecha, siendo su mejor logro en la lista de Billboard , al alcanzar el # 23, el único Top 40 para Stryper. En MTV tocó la cima por varias semanas y fue una de las más populares en ese año.
Por su estilo y contenido, se puede considerar una power ballad tradicional.  Los críticos generalmente la describieron la canción como “abiertamente jarabe o azúcar”. En vista de su éxito, se lanzó varias veces en distintos formatos, incluyendo el disco de vinilo de 7"  y el de  12".

## Lista de canciones
Todas las canciones escritas por  Michael Sweet excepto donde se indica:
1. "Abyss (To Hell with the Devil)" – 1:21
2. "To Hell with the Devil" (M. Sweet, Robert Sweet) – 4:08
3. "Calling on You" – 3:59
4. "Free" (M. Sweet, R. Sweet) – 3:44
5. "Honestly" – 4:10
6. "The Way" (Oz Fox) – 3:37
7. "Sing-Along Song" – 4:21
8. "Holding On" – 4:16
9. "Rockin' the World" – 3:30
10. "All of Me" – 3:11
11. "More Than a Man" – 4:35

## Componentes
- Michael Sweet - Vocales, guitarra
- Robert Sweet - Batería
- Oz Fox – Guitarra principal, coros
- Tim Gaines – Bajo (acreditado pero no participó en el estudio, sólo estuvo en la gira posterior)

### Músicos adicionales
- Brad Cobb  – Bajo, coros
- John Van Tongeren – Teclados

## Producción
- Stephan Galfas y  Stryper - Producción
- Stephan Galfas y Dan Nebanzal - Ingenieros
- Stephan y Michael Sweet - Arraglos
- Eddy Schreyer - Masterizado
- Robert Sweet – Diseño de cubierta
- Brian Ayuso – Dirección de arte
- Ray Brown – Diseño de vestuario